# غريغ هيل (شاعر)
غريغ هيل (بالإنجليزية: Greg Hill)‏ هو شاعر بريطاني، ولد في 1949.